# Ẕur Hadassa
Ẕur Hadassa (hebreiska: צור הדסה) är en ort i Israel.   Den ligger i distriktet Jerusalem, i den centrala delen av landet. Ẕur Hadassa ligger 756 meter över havet och antalet invånare är 4 700.
Terrängen runt Ẕur Hadassa är kuperad. Runt Ẕur Hadassa är det tätbefolkat, med 356 invånare per kvadratkilometer. Närmaste större samhälle är Jerusalem, 12,5 km öster om Ẕur Hadassa. Trakten runt Ẕur Hadassa består till största delen av jordbruksmark.